# Stéréographie
 (décembre 2024).
Si vous disposez d'ouvrages ou d'articles de référence ou si vous connaissez des sites web de qualité traitant du thème abordé ici, merci de compléter l'article en donnant les références utiles à sa vérifiabilité et en les liant à la section « Notes et références ».
La stéréographie photographique est presque aussi ancienne que la photo elle-même. Elle se pratiquait dès les années 1860 à l'aide d'appareils présentant deux objectifs dont l'écartement correspondait à celui des yeux. Un système optique très simple permettait de visionner les clichés doubles et d'éprouver la sensation du relief.
Ces appareils et leurs images se rencontrent encore sur les brocantes à des prix fort accessibles dû au faible intérêt qu'ils suscitent. Ces photos doubles constituent pourtant souvent des documents iconographiques uniques et irremplaçables.
La technique fut reprise plus tard par la firme View-Master dont les visionneuses et les séries d'images connurent un énorme succès dès les années 1950.

## Expérience

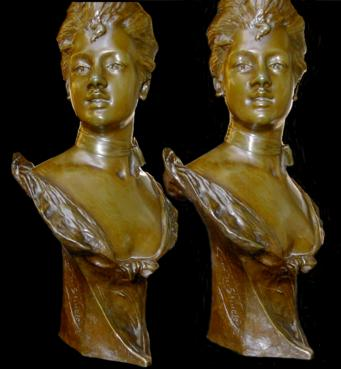
Exemple de stéréogramme.

Cette photographie est présentée en mode « croisé » et son relief est exagéré, de sorte que toute sa profondeur apparaisse déjà en petit format sur l'écran d'ordinateur. Elle est optimisée pour un écran de résolution 600×800 pixels.
En se forçant un peu, avec un léger strabisme convergent, il est possible de voir une troisième image  mise au point, cette troisième image apparaît en relief.
Si vous n'y arrivez pas, essayez de vous avancer ou de reculer un peu ou encore de pencher légèrement la tête à droite ou à gauche.